# Korolupy
Korolupy (německy Kurlupp, česky též Chrlopy) jsou obec v jihozápadním okraji okresu Znojmo v Jihomoravském kraji. Až do odsunu německého obyvatelstva žilo v obci převážně německé obyvatelstvo s malou sociálně slabší českou menšinou. V současné době zde žije 157 obyvatel. Nejbližšími městy jsou Jemnice, Moravské Budějovice a městys Vranov nad Dyjí.

## Název
Původem slovanský název obce je složeninou dvou slovních základů: kůra (kora) a lup (lub) ve smyslu stahovat, loupat kůru. V roce 1371 je obec poprvé písemně zmíněna pod názvem Chirlup; r. 1372 ve tvaru villa Chirlup; r. 1373 in villa Chirlobw; r. 1464 u Chrlop; 1493 Chrlopy; r. 1571 Kurlup (až do 18. století); r. 1851 Kurlupp, Chrlopp, rakousko-moravská obec v okrese Znojmo, panství Uherčice; r. 1855 Kurlup, Chrlopy; r. 1868 Kurlupp, Chrlopy, ale též i Cherluby; r. 1869 pod názvem Chrlopí, obec v okr. Znojmo; v letech 1880–1890 pod názvem Chrlopy, obec v okr. Znojmo; v letech 1900–1910 pod názvem Chrlopy, obec v okr. Moravské Budějovice; v letech 1921–1938 v českém tvaru Korolupy a německém tvaru Kurlupp; obec v okr. Moravské Budějovice; 1938–1945 Kurlupp, Gau Niederdonau; v letech 1945–1961 Korolupy, obec v okr. Moravské Budějovice; po roce 1961 obec v okr. Znojmo.

## Poloha
Obec Korolupy s rozlohou 15,46 km² se nachází 31 km západně od Znojma, jihozápadním směrem od Moravských Budějovic a západním směrem od Vodní nádrže Vranov. Obec se rozkládá podél silnice II/411 vedoucí z Moravských Budějovic přes Uherčice po silnici II/409 k hraničnímu přechodu, dále po silnici L 1187 na Vratěnín – Drosendorf, přibližně 7 km od rakouských hranic. Ves se rozprostírá na náhorní plošině v nadmořské výšce 433 metrů v blízkosti malého kopce Kopka. Korolupy leží na pravém břehu říčky Blatnice. Poloha obce v západní části okresu Znojmo a v jihozápadní části Jihomoravského kraje, sousedící s okresem jindřichohradeckým (Jihočeský kraj), třebíčským (kraj Vysočina) a s Rakouskem měla rozhodující vliv na historický vývoj obce, ale také na její zemědělské a lesnické zaměření vzhledem k dané izolovanosti od velkých městských center.
| Růžice kompasu | Lubnice  | Police   | Vysočany          | Růžice kompasu |
| Růžice kompasu | Mešovice | Sever    | Oslnovice         | Růžice kompasu |
| Růžice kompasu | Mešovice | Korolupy | Oslnovice         | Růžice kompasu |
| Růžice kompasu | Mešovice | Jih      | Oslnovice         | Růžice kompasu |
| Růžice kompasu | Uherčice | Stálky   | Podhradí nad Dyjí | Růžice kompasu |

| Růžice kompasu | Jemnice – kraj Vysočina    | Jihlava – kraj Vysočina | Třebíč – kraj Vysočina     | Růžice kompasu |
| Růžice kompasu | Slavonice – kraj Jihočeský | Sever                   | Brno – kraj Jihomoravský   | Růžice kompasu |
| Růžice kompasu | Slavonice – kraj Jihočeský | Korolupy                | Brno – kraj Jihomoravský   | Růžice kompasu |
| Růžice kompasu | Slavonice – kraj Jihočeský | Jih                     | Brno – kraj Jihomoravský   | Růžice kompasu |
| Růžice kompasu | Zwettl – Dolní Rakousko    | Horn – Dolní Rakousko   | Znojmo – kraj Jihomoravský | Růžice kompasu |

## Urbanismus a architektura

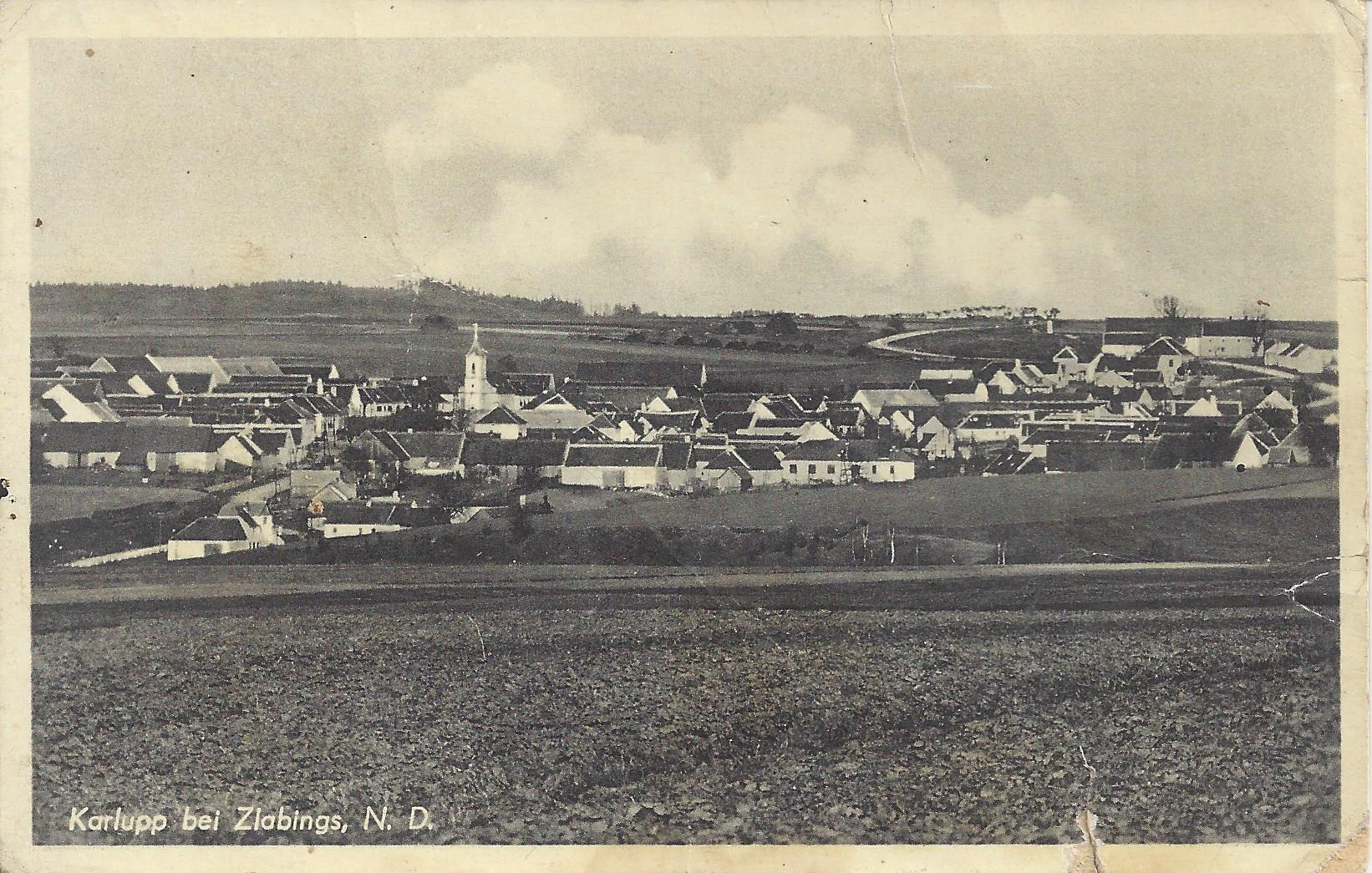
Celkový pohled na obec Korolupy před rokem 1945

Dominantou vesnického sídla je kostel sv. Vavřince, významně doplněný několika kapličkami a božími mukami. Podstatou venkovského památkového dědictví je ovšem především vlastní obytná a hospodářská zástavba a samotná půdorysná struktura vesnického sídla.

### Lánová ves
Obec je charakteristická svým založením s lánovými záhumenicovými plužinami, které přímo navazovaly na zemědělské usedlosti. V případě obce Korolupy se jedná speciálně o radiální uspořádání plužiny, kdy jsou usedlosti uspořádány do tvaru kruhu či oválu. Vesnice při založení měla uprostřed zelený pás, který sloužil k pastvě dobytka. Na něm se vždy nacházel rybníček a v jeho těsné blízkosti stávala kovářská dílna a díra pro pálení vápna. Pravidelně zde byla umísťována i kašna s pitnou vodou pro dobytek. Usedlosti jsou seřazeny většinou okapovou stranou těsně vedle sebe, takže jsou štíty vzájemně pospojovány a tvoří souvislou frontu domů podél silnice, což je patrné hlavně na návsi.
Hospodářské budovy obvykle po jedné straně dvora a pod jednou střechou jsou spojeny s obytným stavením, a to pokud bylo možno do pravého úhlu (do háku). Stodoly na konci obdélníkového dvora nebo na konci zahrad plnily protipožární úlohu. Od cesty byly usedlosti odděleny zídkou, plotem nebo příkopem. Cesty se sbíhají na návsi a rozvětvují u obou východů z vesnice. Novou etapu v urbanistickém vývoji obce přinesly reformy (zejména zrušení nevolnictví) Marie Terezie a Josefa II. V souvislosti s tím se od 70. a 80. let 18. století prosadila i tzv. raabizace, neboli rozdělení bývalých vrchnostenských nebo obecních pozemků poddaným za podmínek částečně podobných středověkému zákupnímu právu. V obci vznikla drobná chalupnická a zejména domkářská zástavba.

### Poškození urbanistického jádra
Středověké a novověké jádro obce Korolupy se nachází na území s archeologickými nálezy II. kategorie s důvodně předpokládaným výskytem archeologických nálezů. V souladu s § 22 odst. 2) zákona č. 20/1987 Sb., o státní památkové péči, se Archeologickému ústavu AV ČR ze zákona oznamuje záměr provádět na tomto území stavební činnost nebo jinou činnost, při níž mohou být ohroženy archeologické nálezy.
Současné zemědělské výrobní území obce je tvořeno především areálem ZD (zemědělského družstva) Korolupy. Tento zemědělský závod byl vytvořen v 50. letech 20. století v těsné návaznosti na obec na bývalých obecních pozemcích pro pastvu dobytka (polní trať s názvem Grosse Pointen). V jižní části obce, kde areál přímo navazuje na bytovou zástavbu, zamezuje další bytové výstavbě. Největším nedostatkem je necitlivá výstavba zemědělských objektů velkého měřítka v přímé návaznosti na zástavbu obce. Zemědělské kolosy se velmi nepříznivě projevují v dálkových pohledech i v pohledech přímo v obci.
V roce 2013 provedla obec Korolupy na návsi zásah do historického urbanistického jádra demolici hospodářské usedlosti čp. 70 na parcele č. 45 z 18. století. Usedlost sousedící s kostelem sv. Vavřince přišla o své přirozené ohrazení, barokní bránu a vybouráním hospodářských budov vzniklo umělé prostranství v těsné blízkosti hlavního tahu obcí.

### Chráněný ráz krajiny
Geomorfologické a biogeomorfologické členění krajiny rozprostírající se v okolí obce Korolupy bylo v roce 2008 začleněno do krajinného rázu s převážně lesní krajinou doplněnou výraznými údolími a navazujících náhorních plošin kategorie A. Na utváření krajiny mělo velký vliv lesnictví a na jejích plošinách zemědělství. Obě lidské činnosti od pradávna ovlivňovaly vznik osídlení, velikost obce a také plužin. Prvním poškozujícím zásahem se stala stavba Vranovské přehrady a následně provozovaná chatařská rekreace. Uvnitř lesní krajiny se nachází luční a lučně-polní ostrovy. Historická přírodní hodnota území spočívá v zajímavém reliéfu skalnatých údolí, v říčních meandrech řek, v kulturních dominantách hradu Bítova, zříceniny hradu Cornštejna a zříceniny hradu Frejštejna, v lesních celcích, na které navazují malá chráněná území. Míra zachovalosti se pohybuje mezi výjimečně a dobře zachovalou krajinou (v chatových oblastech). Na základě zachování krajinného rázu byla krajina v okolí Korolup zařazena do I. stupně ochrany (kategorie A).

## Historie

### První zmínka o obci a pečeť
První písemnou zmínku o vsi nacházíme v roce 1371, kdy markrabě Jan Jindřich Lucemburský přikázal purkrabímu Petru Hechtovi z Rosic, aby byl pro Jindřicha z Hradce poslem deskových vkladů: vsí Lomů jemnickému měšťanovi Mikuláši ze Slavonic, vsí Chrlop a Mešovic Seydlinovi z Lubnice a vsi Radkova Vlkovi z Radkova. V roce 1498 potvrdil Vladislav II. obci Korolupy privilegia. Po potvrzení privilegií králem Vladislavem II. v roce 1498 v nich nebylo zahrnuto právo pečetní. Pečeť zobrazuje Marii s Ježíškem lemovanou dvěma květinovými stonky nad nápisem Kurlupp.
Tomáš Vinciguerra hrabě Collalto et San Salvatore ze starého italského rodu, který se objevuje na Moravě po Bílé hoře, koupil panství v roce 1768. Collaltové vlastnili panství až do konce 2. světové války.

### Odsun německého obyvatelstva
Po připojení pohraničních oblastí k Třetí říši spadala obec pod Říšskou župu Dolní Podunají. Dne 9. června 1945 přijela do obce partyzánská skupina pod velením plukovníka Vladimíra Hobzy. Německé obyvatelstvo se na příkaz gardistů muselo během půl hodiny shromáždit před kostelem a to pouze s osobním zavazadlem. Z mužů v obci vybrali partyzáni několik rukojmích, které odvedli ke zdi. Zde museli stát před namířenými samopaly až do doby, než se veškeré k odsunu vyzvané obyvatelstvo dostavilo k odchodu. Německému obyvatelstvu poté prohledali zavazadla, zabavili cennosti a peníze. Následně téměř všechno německé obyvatelstvo vyhostili přes hraniční přechod ve Vratěníně spolu s občany z Lubnice, Mešovic, Uherčic i zcela německého Vratěnína.

### Komunistický puč, kolektivizace a budování socialismu
Na převzetí moci ve státě a nastolení totalitního režimu se komunisté velmi dlouho a pečlivě připravovali. Roku 1946 se konaly první poválečné volby. V celém okrese Moravské Budějovice zvítězili lidovci (10 114 hlasů), následovaní komunisty (7 097) a dále národními socialisty (4 258) a sociálními demokraty (2 975). Nové obyvatelstvo Korolup rekrutované převážně ze zemědělského proletariátu z okolních českých obcí volilo politické strany: KSČ (73), ČSL (69) a ČSD (13) z celkem 172 voličů. 25. 4. – 25. 9. 1947 proběhlo v obci scelování půdy. Od společné rostlinné výroby na scelených lánech byl už jen krůček ke kýženému dovršení socialistického typu hospodaření. JZD bylo založeno v roce 1950. Během padesátých let byl komunistickou stranou v obci, zrovna tak jako v celém Československu, systematicky likvidován a perzekvován sedlácký stav a církev. Jižní oblasti Jemnicka, tedy i obec Korolupy, se dostaly na počátku padesátých let na desetiletí přímo do hraničního pásma. Do oblasti se nasunulo vojsko a pohraniční stráž. V těsné blízkosti obce tak vzniklo hraniční pásmo, do kterého byl povolen vstup pouze na speciální propustku. V krajině kolem Korolup chátraly a zanikaly kapličky, křížky, sochy a další prvky, které po staletí utvářely její duchovní charakter. Zničené budovy částečně nahrazovala od roku 1960 zvýhodněná družstevní i státní výstavba. Období od roku 1960 až 1980 lze charakterizovat jako dobu výrazných stavebních proměn socialistické obce Korolupy. Státní dotace do pohraničí a jeho zemědělství zajistila finanční krytí a lepší zásobování stavebním materiálem. To umožnilo zahájení hromadné přestavby i nové výstavby v obci. Po zavedení obecního rozhlasu se ujala v obci znělka – známá polka Jaromíra Vejvody Škoda lásky, která už k obci neodmyslitelně patří.

### Likvidace železné opony
Nepropustná hranice na čtyřicet let neoddělila ves Korolupy jen od Rakouska, ale v důsledku existence hraničních pásem i od vnitrozemí. 17. listopadu 1989 došlo v Praze k brutálnímu potlačení studentské demonstrace, která odstartovala Sametovou revoluci. Od 4. prosince 1989 mohli i korolupští občané bez jakéhokoliv omezení cestovat na tzv. Západ a obcí Korolupy začali projíždět první turisté na cestě k rakouským sousedům. Dne 17. prosince 1989 byla na československo-rakouských hranicích zahájena demontáž zátarasů, kterou symbolicky zahájili na přechodu Hatě u Znojma společně drženými nůžkami tehdejší ministři zahraničí obou zemí Jiří Dienstbier a Alois Mock.

## Veřejná správa
První svobodné volby se konaly v červnu roku 1990. Prvním starostou obce byl po sametové revoluci zvolen starousedlík František Hanek. K dalším volbám přikročili obyvatelé Korolup mimořádně už za dva roky v roce 1992. V novém státním uspořádání ČR se volilo do zastupitelstev obcí 18. a 19. listopadu 1994.
- 1991 – Obnova Sboru dobrovolných hasičů
- Příprava k Územnímu plánování – Urbanistická studie obce byla zpracována v roce 1993. Tato urbanistická studie byla doplněna o náležitosti konceptu územního plánu a projednána. Zadání územního plánu bylo schváleno 31. října 1995. Návrh územního plánu sídelního útvaru Korolupy byl zpracován v roce 1995, byl projednán, avšak nebyl schválen.
- Budova obchodu a hostince zakoupena do majetku obce
- Revitalizace původního obecního úřadu
- Správa a údržba silnic – areál skladu posypových materiálů byl přemístěn do Lubnice
- Založení Kulturního spolku pro obnovu lidových tradic

Na počátku 90. let do vedení obce vstoupili lidé, kteří překypovali nadšením, ale i část občanů zastupující obec v době totalitního režimu. Chyběly metodiky, informace pro výkon veřejné správy a s postupným převodem kompetencí státu přímo na obce samozřejmě stoupaly požadavky i na zastupitelstvo obce. ZO začínalo úplně od nuly. Nejprve s budováním základní infrastruktury (budova obchodu a hostince), přestavbou vrátilo obecní úřad na své původní historické místo na návsi, rekonstruovalo mateřskou školu, získávalo zpět lesy, pole a louky.

### Volební období 1998–2010
Další starosta obce Ing. Martin Hanek vypomáhal ve veřejné správě již během svých studií, hlavně při zavádění informační a komunikační techniky. Při podzimních volbách v roce 1998 kandidoval do zastupitelstva obce. Následkem pozdního podání kandidátní listiny svého otce se ocitl zcela nečekaně na pozici starosty. Během třetího volebního období se při svém druhém vysokoškolském studiu věnoval problematice udržitelného rozvoje (obnova tradiční řemeslné výroby) obce Korolupy. Post starosty obce Ing. Martin Hanek zastával až do roku 2010. Během svého působení vydával obecní periodikum – Bulletin obce Korolupy. V těchto třech volebních obdobích proběhla nejen plynofikace obce, ale i úspěšná EU dotace a rozjezd obyvatelstvem dlouho očekávaného obecního vodovodu, kanalizace a čistírny odpadních vod.
- 2000 – Obnova Sboru dobrovolných hasičů
- 2000–2009 Svazek Plynofikace obcí Vratěnín a okolí – plynofikace obce Korolupy
- 2001 – Sběrný dvůr pro nebezpečné odpady
- 2002 – II. etapa ÚP
- 2002–2012 Víceúčelové hřiště
- 2002 – Sdružení pro rozvoj a obnovu obcí Vranovska
- 2002 – Znak a prapor obce Korolupy
- 2004 – Územní plán obce Korolupy
- 2004 – Místní akční skupina Jemnicko
- 2004–2006 Odbahnění rybníka a revitalizace – dotace 3,5 mil. Kč
- 2004–2007 Vysokorychlostní internet v obci, Internetizace obecní knihovny a veřejná internetová stanice (internet v knihovně a veřejná internetová stanice novým zastupitelstvem zrušeny)
- 2005 – nové rozvody elektrické energie
- 2006–2010 Projektová dokumentace Skupinový vodovod Vranovsko – vodovod Korolupy a odkanalizovaní obce Korolupy – žádost o dotaci v Operačním programu životní prostředí
- 2009 – Projektová dokumentace "Víceúčelová budova"
- 2007–2010 Rozsáhlá rekonstrukce vnějších a vnitřních prostor budovy MŠ (šatna dětí s vyhřívanou podlahou, sociální zařízení pro děti a dospělé, výdejna stravy, ředitelna a ložnice, okna, fasáda, herní prvky a úprava dvora a zahrady) – Projekt: Víc než jen dvůr a zahrada – MAS Jemnicko Strategický Plán LEADER 2007–2013
- 2007 – ukončena plynofikace kulturního domu a hasičské zbrojnice
- 2008 – Projektová dokumentace rekonstrukce obchodu a hostince
- 2009 – Pasport dopravního značení a místních komunikací v obci
- 2009 – Projektová dokumentace na odkanalizování obce – dotace 500 tis. Kč
- 2009 – Program rozvoje obce Korolupy
- 2010 – Projektová dokumentace Revitalizace KD Korolupy
- 2006–2010 e-Goverment – Czech POINT, datové schránky, webová prezentace obce s virtuální prohlídkou
- Generální oprava věžních hodin na kostele sv. Vavřince – Firma Valla
- Oprava Božích muk na obecních pozemcích
- Výsadba zeleně
- Každoroční dotace na veřejně prospěšné práce pro nezaměstnané
- Dotace na hospodaření v obecních lesích, přípravu projektů na rekonstrukci nebo výstavbu obecního majetku
- Bulletin obce Korolupy – periodikum

### Další volební období
Ve volebním období 2010–2014 působila ve funkci starostky obce Olga Malcová (v důchodu), která se do obce přistěhovala z Jevišovic. Zastupitelstvo obce tvořilo sedm zastupitelů, kteří ze svého středu volili starostu a místostarostu. Oba působili jako neuvolnění, tzn. vykonávali funkce při svém zaměstnání. Ze zákona o obcích je dále zřizována kontrolní a finanční komise. Na obecním úřadě je zaměstnána jedna účetní na poloviční úvazek a jeden řemeslník na plný úvazek.
V podzimních komunálních volbách na období 2014–2018 se obyvatelé obce snažili o nastolení nového kurzu ve vedení obce a starostou byl zvolen Luboš Kyprý. Post místostarosty obsadil Luboš Bena. Poslední rok volebního období, po odstoupení starosty Luboše Kyprého, byl zastupitelstvem zvolen nový starosta David Kratochvíl. Před volbami (14.6.2018) schválilo zastupitelstvo obce Korolupy pro volební období 2018–2022 pětičlenné obecní zastupitelstvo.
Ve volbách do zastupitelstev obcí 2018 kandidovali: David Kratochvíl (41 let, svářeč kovů, syn kandidáta Františka Kratochvíla), Stanislav Strnad (51 let, krmič ZD Korolupy, manžel kandidátky Olgy Strnadové), Olga Strnadová (47 let, operátorka ve výrobě Jemnice), Jiří Štykar (56 let, lesní dělník), Jiří Štykar ml. (syn kandidáta Jiřího Štykara), František Kratochvíl (61 let, údržbář obce Korolupy). Starostou byl zvolen David Kratochvíl, místostarostkou Olga Strnadová, členy zastupitelstva jsou: František Kratochvíl, Stanislav Strnad, Jiří Štykar st.
Ministr vnitra Jan Hamáček rozhodl svým rozhodnutím ze dne 30. července 2019 a vyhlásil na den 14. prosince 2019 nové volby do zastupitelstva obce Korolupy, přičemž byli do zastupitelstva zvoleni: nezávislý kandidát Ing. Martin Hanek (76 hlasů), ze Sdružení nezávislých kandidátů David Kratochvíl (59 hlasů), nezávislá kandidátka Olga Strnadová (56 hlasů), ze Sdružení nezávislých kandidátů Jiří Štykar (44 hlasů) a ze Sdružení nezávislých kandidátů Ullreich Lukáš (44 hlasů). Starostou obce zůstal David Kratochvíl, místostarostou Ing. Martin Hanek, členy zastupitelstva: Olga Strnadová, Jiří Štykar a Lukáš Ullreich.

### Hospodaření a majetek
Obec Korolupy vlastnila k 31. 12. 2010 obecní majetek v účetní hodnotě přibližně 33,5 milionů Kč. Skoro polovinu majetku tvoří obecní budovy a stavby – 44 % (obecní úřad, mateřská škola, kulturní dům, historické zemědělské budovy sýpky a skladu, budova obchodu a hostince a v roce 2013 přikoupená zemědělská usedlost čp. 70, kde obec provedla rozsáhlou demolici hospodářských budov a vjezdu s bránou), dalších 37 % lesy (93 ha), pole a louky (30 ha). Výše obecního rozpočtu a daňových příjmů korespondují s velikostí obce. Z analýzy příjmů a výdajů do konce roku 2010 lze vyvodit, že obec do konce roku 2010 hospodařila uváženě, využila množství dotací a své finanční prostředky věnovala rozvoji obce na základě strategických dokumentů kraje, regionu, ale i ÚP (územního plánu) z roku 2004 a od roku 2009 Programu rozvoje obce Korolupy. Hospodaření obce je závislé na daňových příjmech, které ve sledovaném období tvořily více než 50-70% příjmů obce.

## Přírodní poměry

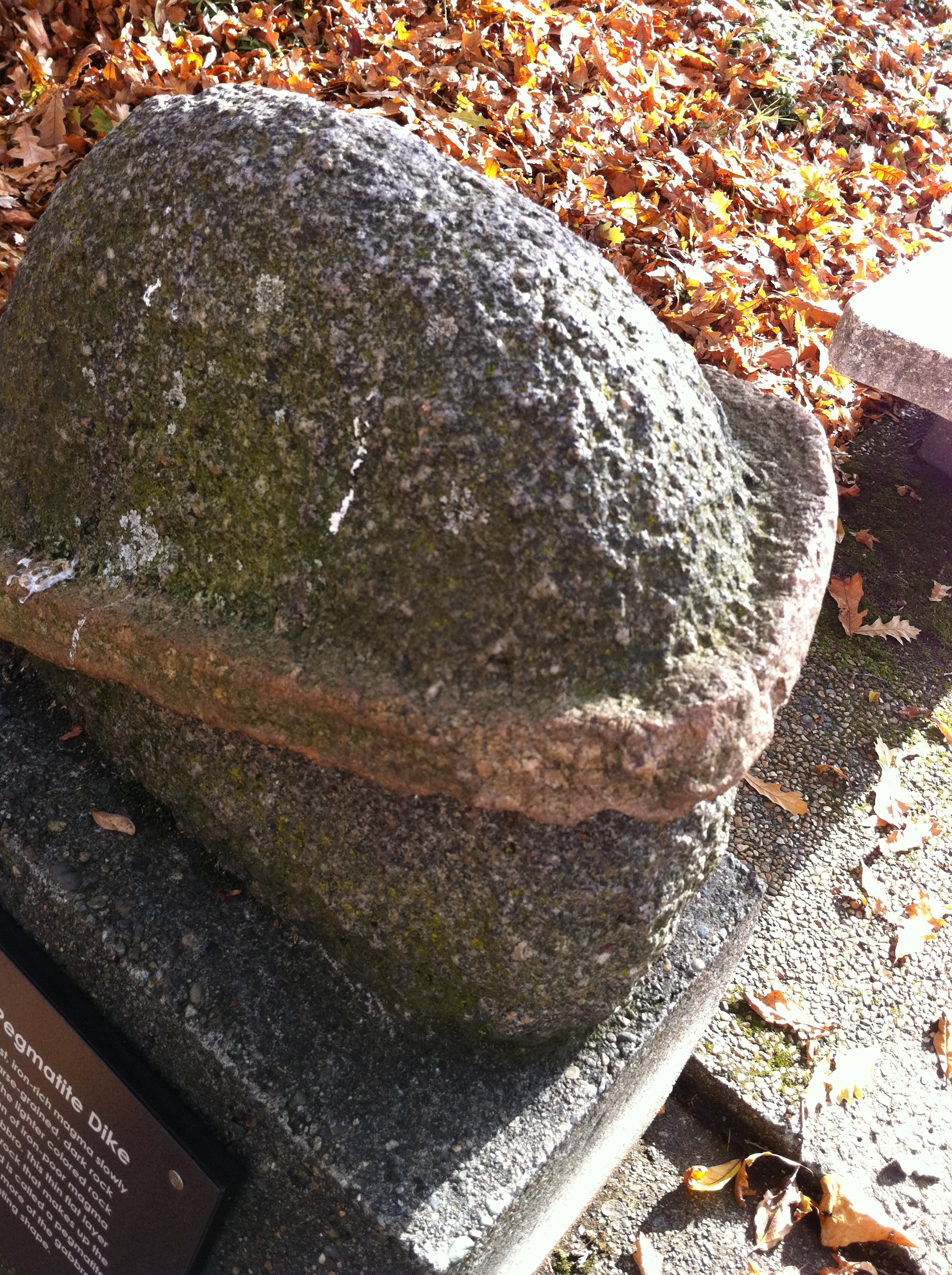
Kulovitý balvan gabra. Od konce 19. století se lámalo v malém jámovém lomu asi 1,8 km jihozápadně od Korolup gabro. V roce 1983 byla těžba obnovena Příbramskými kovohutěmi a po dvou letech v roce 1985 ukončena. Lom byl následně rekultivován. Geologický průzkum na Šlapsech (viz hony a jména pomístní) výskyt podobné horniny neprokázal. V roce 2002 byl prováděn další výzkum umožněný finanční podporou grantu 35p27 v rámci programu Aktion Česká republika – Rakousko.

Obec se nachází v intenzivně obdělávané zemědělské krajině na území Českomoravské vysočiny. Jihovýchodní část Českomoravské vrchoviny tvoří geomorfologický celek zvaný Jevišovická pahorkatina z krystalických břidlic a žul, pro niž je typické střídání pahorků s kotlinami. Hluboká údolí vodních toků vytvářejí zaklesnuté meandry. Katastr obce na východě zasahuje do podcelku Bítovské pahorkatiny a jejího podcelku Uherčické pahorkatiny. Severně je oblast formována Jemnickou kotlinou. Jedná se o zvlněnou krajinu doplněnou velkým počtem polí. Ostřejší přírodní tvary jsou v rulách, oblé v žulách a ploché útvary z neogenních sedimentů, což se týká hlavně národního parku Podyjí.

### Vodní režim

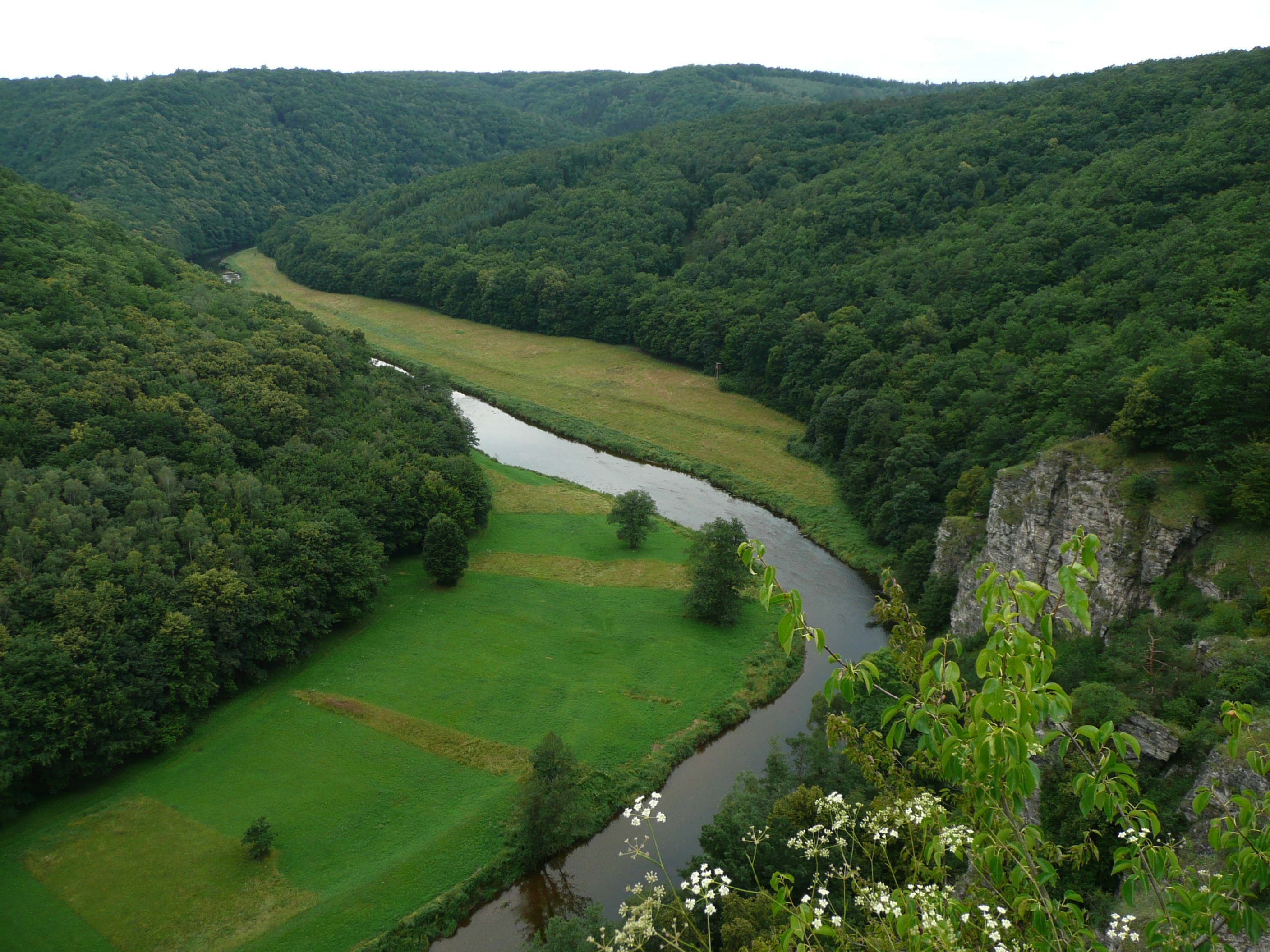
Kaňon Dyje pod Vraní skálou. Korolupy spadají do povodí řeky Dyje. Velká část povodí je chudá na podzemní vodu. Oblast Českomoravské vrchoviny je převážně tvořena krystalickými horninami (špatné vytváření zásob podzemní vody), přesto na celém území nejsou vyhlášeny žádné chráněné oblasti přirozené akumulace vod. Dyje má dvě pramenné oblasti – rakouskou (Deutsche Thaya) a moravskou.

Západní část katastrálního území (k. ú.) Korolupy je ovlivněna údolím Blatnice, kterým se táhne koryto řeky s bohatou doprovodnou zelení od Uherčic na Korolupy a dále po soutoku se Želetavkou od Lubnice k Bítovu. V údolích se rozprostírají nivy – louky, kdežto svahy nad údolími řeky jsou většinou lesnaté. V k. ú. má Blatnice 2 levostranné a 3 pravostranné přítoky. Levostranné přítoky severozápadně od Korolup mají přírodní charakter, pravostranné přítoky, které odvádí vodu z polí severně, západně až jižně od Korolup, jsou z větší části regulované a bez vegetace. Území mezi obcemi Korolupy a Vysočany (po obou stranách st. silnice) je charakterizováno mírně zvlněným terénem a po obou stranách se táhnoucími velkými scelenými plochami polí téměř bez zeleně (mimo 2 větrolamů). Jihozápadní část k. ú. Korolupy je tvořena lesním komplexem biokoridoru v údolí Dyje. Podél státních silnic Vysočany–Korolupy a Korolupy–Uherčice jsou zřetelné aleje ovocných stromů a podél polních cest severně od silnice Vysočany–Korolupy dvě vzrostlé aleje topolů – větrolamů.

### Hygiena životního prostředí, kvalita vody, ovzduší
Kvalita vody v obci není vyhovující, proto byla obec zařazena do zranitelného území, kde se využívá povrchová nebo podzemní voda jako zdroj pitné vody s koncentrací dusičnanů přesahující hodnotu 50 mg/l (některé studny s hodnotou cca 650 mg/l). Státní zdravotní ústav zjistil v roce 2008 ze studní v obci z 16 vzorků 12 nevyhovujících a 7 bylo přímo zdraví škodlivých.
Oproti tomu se může ves pochlubit naprosto čistým ovzduším. Imisní limit a cílový imisní limit stanovený pro ochranu zdraví se pohyboval v roce 2010 na nule. Jediným obtěžujícím zdrojem zápachu je Zemědělské družstvo (hnojení, vyvážení kejdy, chov hospodářských zvířat, siláž).
Starou ekologickou zátěží je bývalá Strojní traktorová stanice a průsak do půdy z volně loženého chemického hnojení po objektech v obci v době totalitního režimu KSČ. Přesto se pohybují Korolupy v překročení imisních limitů nebo cílových imisních limitů pro ochranu zdraví a ochranu ekosystémů a vegetace se zahrnutím ozonu na bodu číslo 1.

### Eroze, sklonitá půda, povodňová charakteristika
Pro ornou půdu je již sklon nad 7° předpokladem ke zhoršování přirozeného vodního režimu. Korolupy hospodařící na 812,38 ha orné půdy mají 12,12 ha sklonitého terénu (1,49 %). Přívalové srážky ohrožují Korolupy ze severu, severozápadu a severovýchodu. Záplavová území Q100 řeky Dyje a Želetavky zabírají pouze 0,96 a 0,01 ha, a to převážně v údolí Blatnice (povodňová problematika je řešena v Plánu oblasti povodí Dyje 2010–2015). Akční program pro zranitelnou oblast se proto týká nejen používání a skladování hnojiv, střídání plodin a následně tak snižování znečištění vod dusičnany, ale i provádění protierozních opatření (výsadba dřevin, větrolamů, zachování biocenter a biokoridorů atd.).

### Klimatické podmínky
Klimaticky náleží Korolupy do oblasti mírně teplé vyznačující se teplým a mírně vlhkým podnebím s průměrnou roční teplotou 7 až 8 °C a s ročním úhrnem srážek cca 650 mm. Počet letních dní, kdy teplota dosáhne alespoň 25 °C, se pohybuje v rozmezí 40 až 50 dní. Po celý rok se objevují významné srážky, dokonce i v nejsušším měsíci. Ročně spadne 666 mm srážek. Nejsušším měsícem s 33 mm je leden. Nejvíce srážek spadne v průměru 90 mm v červenci. Průměrná roční teplota se pohybuje kolem 7,9 °C. V průběhu roku je červenec nejteplejším měsícem s průměrnou teplotou 17,5 °C. V lednu jsou teploty nejnižší. Průměrná teplota v měsíci lednu bývá naměřena kolem -2,3 °C. Rozdíl v množství srážek mezi nejsušším měsícem a nejdeštivějším měsícem je 57 mm. Průměrná teplota se pohybuje v průběhu roku kolem 19,8 °C. V drobných údolích se tvoří údolní teplotní inverze. Převládají severozápadní větry.

## Socioekonomická charakteristika
Obec Korolupy je po celou dobu svého historického vývoje spjata s obcemi Vratěnín, Uherčice, Mešovice, Lubnice, ale i potažmo s Vysočany a Oslnovicemi. Z těchto obcí patří obec mezi ves s větším počtem obyvatel (Lubnice cca 73, Oslnovice cca 91, Vysočany cca 111). Rozlohou se řadí již na místo první – 1547 ha. Většinu katastru tvoří zemědělská půda a lesy.

## Obyvatelstvo
Tak jako v okolních obcích i v Korolupech bylo vysídleno původní německé obyvatelstvo, což se samozřejmě odrazilo na skladbě sociálních skupin. Ve všech obcích je stále znát nedostatek obyvatel s vyšším vzděláním a odchodem mladší generace do měst obec stárne. Proto také indikátor dlouhodobého vývoje počtu obyvatel v letech 1991 až 2011, indikátor krátkodobého vývoje v letech 2001 a 2011, ale i průměrný „index stáří“ a „vzdělanost obyvatel“ (podíl osob s vysokoškolským vzděláním) je ohodnocen stupněm -2 (v roce 2001 ze 169 obyvatel mělo 70 obyvatel pouze základní vzdělání a 75 obyvatel vzdělání bez maturity, jeden bez dokončeného základního vzdělání).
| Rok            | 1869 | 1880 | 1890 | 1900 | 1910 | 1921 | 1930 | 1950 | 1961 | 1970 | 1980 | 1991 | 2001 | 2011 | 2021 |
| -------------- | ---- | ---- | ---- | ---- | ---- | ---- | ---- | ---- | ---- | ---- | ---- | ---- | ---- | ---- | ---- |
| Počet obyvatel | 339  | 366  | 362  | 374  | 406  | 462  | 432  | 346  | 317  | 281  | 246  | 237  | 205  | 178  | 145  |
| Počet domů     | 77   | 77   | 76   | 77   | 77   | 78   | 83   | 84   | 72   | 70   | 68   | 73   | 84   | 83   | 83   |

### Bydlení
V obci je 85 domů, z toho 53 rodinných domů (většinou původní selská stavení vystavěná před 2. světovou válkou) a 2 bytové domy postavené v době socialistického budování obce. Velký počet neobydlených domů je dán především vysokým počtem domů sloužících k rekreaci, čímž je i potvrzen minimální nárůst nové bytové výstavby. To, že se v obci do jisté míry zachovala původní architektura, lze považovat za jediný klad "železné opony", kdy obec nepatřila mezi stavebně preferované. Do jisté míry levně nabytý majetek, ke kterému nové obyvatelstvo nemělo citové a rodové vazby, byl některými obyvateli jen užíván. Kolektivizace se podepsala na Korolupech hlavně vybudováním zemědělského závodu přímo v obci. V krajině i v obci jsou viditelné nevyužívané plochy tzv. brownfields.

### Hospodářské podmínky
Obce se také dotýká neustálý odliv obyvatel z důvodu nedostatku pracovních příležitostí. Míra ekonomické aktivity obyvatel obce je nižší než 50 %. V celém regionu Vranovsko je vysoká míra nezaměstnanosti, která má v letním období sestupnou tendenci. Většina nezaměstnaných obyvatel nachází v tomto období práci v zemědělství, lesnictví nebo cestovním ruchu (pomocné práce v kuchyni, pokojské, úklid atp.). Mladí lidé s vyšším a zejména vysokoškolským vzděláním nenacházejí zaměstnání v obci ani blízkém okolí. Veřejně prospěšné práce (VPP) pro nezaměstnané jsou obcí pravidelně využívány.

## Obecní správa

### Obecní symboly
Barvami obce jsou barvy modrá, červená, stříbrná a zlatá. Symbol orlího křídla ve znaku obce upomíná na období vlády Krajířů z Krajku, modrá lilie symbolizuje zachovanou obecní pečeť z 18. století a zlatá mříž na červeném poli mučednickou smrt svatého Vavřince, jemuž je kostel v obci zasvěcen. Autorem návrhu obecní heraldiky je Miroslav J. V. Pavlů. Dne 5. března 2001 podal starosta obce Ing. Martin Hanek žádost o udělení znaku a praporu, které byly obci uděleny rozhodnutím předsedy Poslanecké sněmovny Parlamentu České republiky dne 22. listopadu 2001. a v roce 2002 při slavnostním aktu na Pražském hradě předány.
Znak má v modrém štítě stříbro-červeně kosmo dělené křídlo, nahoře ve stříbrném poli s modrou lilií a dole je zlatě mřížované. Prapor zobrazuje šikmo dělený list, žerďové pole bílé s modrou lilií, vlající pole tvoří tři vodorovné pruhy, modrý, žlutě mřížovaný červený a modrý (v poměru 1:2:1). Mřížování je tvořeno jedním vodorovným a čtyřmi viditelnými svislými pruhy širokými jednu čtyřiadvacetinu šířky listu. Poměr šířky k délce listu je 2:3.

## Spolky a sdružení
- Sbor dobrovolných hasičů Korolupy (datum vzniku: 9. duben 1991) navázal na dlouholetou tradici v obci. V roce 1894 založil Franz Blažek a farář Anton Pošvář sbor Freiwillige Feuerwehr. Jednalo se o jeden z prvních venkovských sborů na jihozápadní Moravě pod německým velením. Jeho zásluhou byla vybudována v obci hasičská zbrojnice se sálem a divadelním pódiem. Za totalitního režimu byla i s vodní nádrží před sálem zrušena. Dnes sbor využívá obecní hasičskou zbrojnici s malou klubovnou vystavěnou na parcele č. 15 nyní č. 120.[58]
- Korolupští rybáři (datum vzniku: 17. srpen 2011)[59]
- Myslivecký spolek Korolupy

## Zemědělský půdní a lesní fond
Pedologicky náleží Korolupy do typologie členitých pahorkatin. Nejběžnějším typem jsou hnědé půdy, dále půdy na sprašových a polygenetických hlínách, hnědozemě a hnědozemě oglejené. Hnědozemě oglejené jsou těžko zpracovatelné, jelikož zadržují vodu na povrchu a těžko se pak obdělávají agrotechnikou. Procento humusu je u nich nízké (1,5 – 2,5 %), ale jeho kvalita není nejhorší. Půdy obsahují jilnaté částice a jsou těžké. Obecní lesy ve výměře více než 93 ha spravuje obecní lesní správa a pole a louky s přibližnou výměrou 30 ha pronajímá obec Zemědělskému družstvu.

### Bonitovaná půdně ekologická jednotka
Pětimístný číselný kód pro zemědělské pozemky vyjadřuje hlavní půdní a klimatické podmínky katastrálního území, které mají vliv na produkční schopnost zemědělské půdy a její ekonomické ohodnocení. Podle vyhlášky č. 412/2008 Sb., která stanoví seznam katastrálních území s přiřazenými průměrnými základními cenami zemědělských pozemků, činí průměrná základní cena v katastrálním území Korolupy 8,85 v Kč/m². Informace vztahující se k bonitované půdně ekologické jednotce jsou zpracovány v eKatalogu BPEJ. Všechny zemědělské půdy spadají do 5. klimatického regionu.

### Zemědělské družstvo

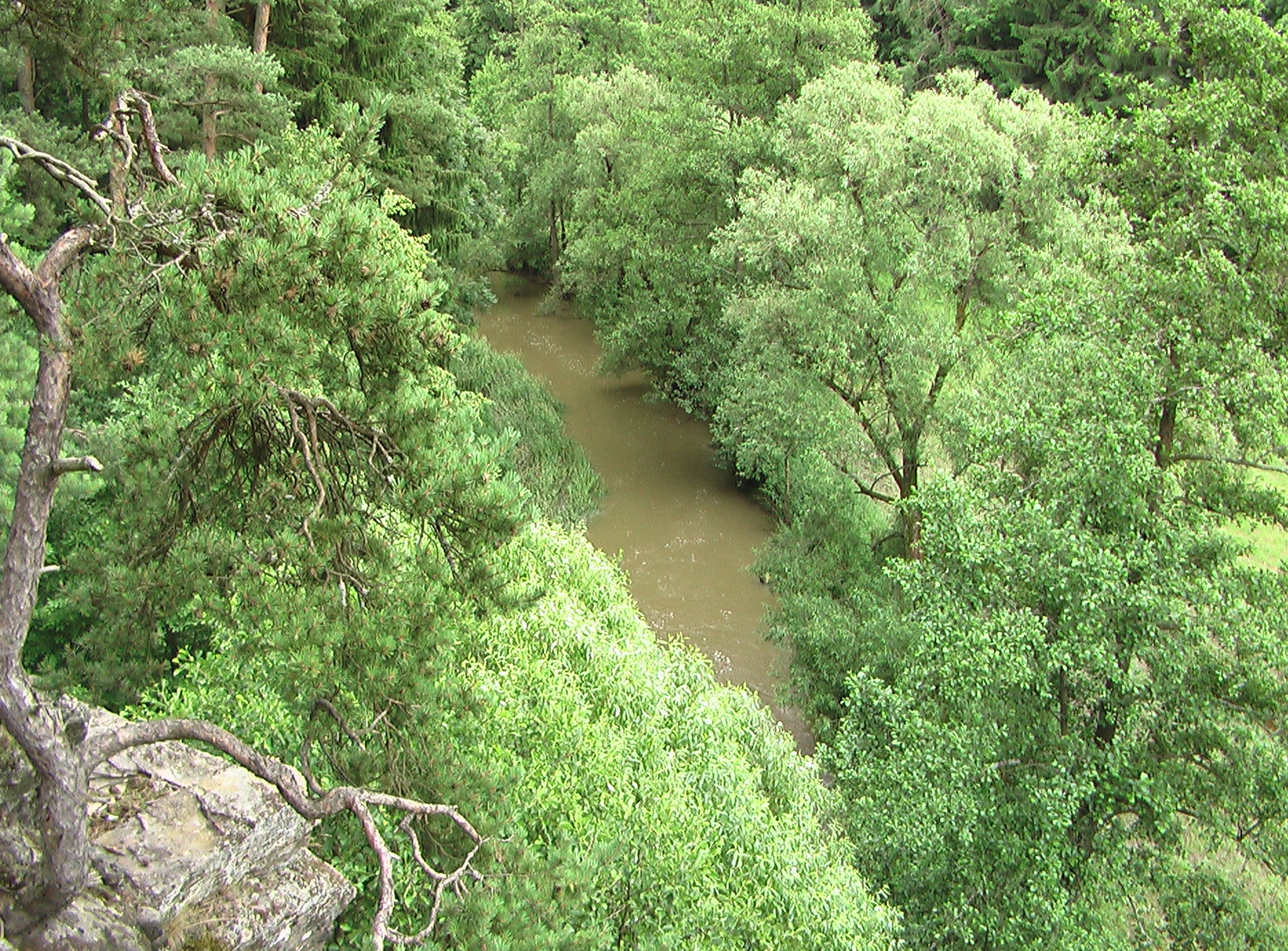
Zalesnění katastrálního území Korolupy se pohybuje vysoce nad průměrem České republiky. Na území katastru se nachází cca 591 ha lesní půdy, což je 38,60 % z celkové výměry katastru. 85 % zalesněné plochy spadá do kategorie zvláštního určení a jen 15 % slouží k hospodářským účelům obce. Největší lesní plocha „Uherčického lesa” se rozprostírá v jihovýchodní části. Další lesní porosty se táhnou v západní části a podle koryta řeky Blatnice. Obec Korolupy vlastní cca 93 ha lesa. Na základě zákona č. 289/1995 Sb., o lesích a o změně a doplnění některých zákonů (lesní zákon) je povinna zajišťovat hospodaření v lese v součinnosti s odborným lesním hospodářem, který k této činnosti vlastní licenci udělenou orgánem státní správy lesů podle hlavy šesté tohoto zákona.

Zemědělské družstvo Korolupy je největším zaměstnavatelem místních obyvatel. I zde však klesl počet zaměstnanců z 80 v roce 1993 na 48 v roce 2005. Právní poměry družstva z roku 1992 byly přetvořeny novými stanovami z 1. března 1993. V roce 1996 došlo k další úpravě stanov. Základní členský kapitál byl již v roce 1993 stanoven na 20 000 Kč s celkovým kapitálem 3 440 000 Kč. Družstvo hospodaří v katastrech obcí Lubnice, Vysočany, Korolupy, Oslnovice. Koeficient zornění činil v roce 2005 93,8 % a výměra obhospodařované půdy v roce 2004 1801 ha. Areál ZD má vlastní trafostanici, vlastní zdroj vody a bioplynovou stanici o 500 kW. ZD obhospodařuje cca 858 ha zemědělské půdy. Hlavní podnikatelskou aktivitou ZD Korolupy je z 98 % zemědělská rostlinná a živočišná prvovýroba, 2 % doplňuje doprava. Provozuje chov skotu a prasat, dále pak skladování krmiv a steliva pro živočišnou výrobu a opravárenskou činnost vlastní zemědělské techniky.
Pro vjezd a výjezd používá středisko ZD hlavní komunikace silniční dopravy – státní silnici II/411 Vysočany – Korolupy. Pro dopravní obsluhu mimo areál využívá bezplatně veškeré místní obecní komunikace zastavěného i nezastavěného území. Při provozování stájí vznikají rozkladem organické hmoty (zbytky krmiva, steliva, výkaly) látky, které znečišťují ovzduší. Jedná se především o amoniak, sirovodík a kysličník uhličitý. Emise tak zásadně ovlivňují ovzduší zejména v nejbližším okolí stájí, během větrů vanoucích jiným směrem než ze severu i v celé obci. K plošnému znečištění dochází aplikací hnoje a močůvky na zemědělských pozemcích. V roce 2004 byla odchovna skotu přestavěna na kravín a přistavěna dojírna. V areálu se v současnosti nacházejí objekty živočišné výroby, mechanizační středisko, sklady a silážní žlaby. Živočišná výroba je provozována v teletníku, kravíně a objektu pro chov jalovic.

### Myslivost
Honební společenstvo Korolupy bylo založeno 17. prosince 1992. Po úpravě nového zákona o myslivosti ohlásilo 31. 3. 2003 zánik a 15. 7. 2003 členové společenstva založili nové Honební společenstvo Korolupy I. Je tvořeno pozemky vlastníků, kteří se podle zákona o myslivosti na společenstvu dohodli. Velikost honitby je 2535 ha. Vzhledem k tomu, že Honební společenstvo Korolupy I. nesmí ze zákona vlastním jménem podnikat, nesmí se účastnit na podnikání jiných osob a nesmí zřizovat ani organizační složky, pronajímá honitbu Mysliveckému sdružení Korolupy, které bylo pro tento účel založené 24. 2. 1993. Provozovanou živností Mysliveckého sdružení je lov a odchyt divokých zvířat a s tím související činnosti. Obě sdružení jsou tvořena v podstatě stejnou členskou základnou.

## Potenciál obce
Obec ležela pokaždé na periferii své správní oblasti a to i nyní na jihozápadě Jihomoravského kraje. Jejím letitým nešvarem je absence významného dopravního spojení. Silnice II. a III. třídy jsou majetkem kraje a v celém regionu ve velmi špatném stavu. Obec nemá vliv na jejich rekonstrukci. Intenzita dopravy obcí je menší než 700 vozidel za 24 hodin. V letních měsících je intenzita dopravy o něco vyšší, zejména kvůli turistické atraktivitě území.
- č. 398 z Šafova přes Lesnou a Šumnou směrem na Vranovskou Ves,
- č. 408 od Dešova přes Lesnou směrem ke Znojmu,
- č. 409 z Šafova přes Vratěnín a dále na Slavonice,
- č. 411 z Vratěnína na Dešov

### Dopravní infrastruktura
Dostupnost města Znojma autobusovou dopravou, ale i ostatních měst Jemnice, Moravských Budějovic a městyse Vranov nad Dyjí se něco málo zlepšila po 1. červenci 2010 zařazením do IDS JMK, který řeší návaznost spojů pro přestupy. Přestupním místem na území mikroregionu jsou obce Lesná a Bítov, některé spoje do Korolup vyjíždějí z Vranova nad Dyjí. Přestup mezi autobusy a vlaky probíhá v obci Šumná. Jak do Vranova tak i do Znojma a do Brna není propojení linek 816 a 830 ideální, zejména dlouhým přestupem na linku 108 (Znojmo–Brno). Zrovna tak spojení s okolními obcemi není velmi časté. Vzhledem k tomu, že děti navštěvují ZŠ v Lubnici, jsou autobusové spoje obohaceny během školní docházky o tzv. školní autobusy, které jsou občany hojně využívány. Chybí přímý spoj z Lubnice a Korolup do Vranova nad Dyjí a večerní spoje po 20. hodině.
Na zajištění své dopravní obslužnosti se obec finančně podílí. Blízký hraniční přechod s Rakouskou republikou Vratěnín–Drosendorf umožňuje obyvatelstvu dojíždět za prací také do obcí a měst Dolního Rakouska. Železnice hraje pro Korolupy vedlejší roli. Okrajem území mikroregionu prochází železniční trať č. 241 Znojmo – Moravské Budějovice. Jedinou železniční zastávkou je Šumná. Pro cestovní ruch má význam veřejná lodní doprava a plavba plachetnic s pomocným spalovacím motorem na Vranovské přehradě.

### Technická infrastruktura
Zásobování plynem v Jihomoravském kraji zajišťuje firma Jihomoravská plynárenská, a. s. Obec je plynofikována rozvody STL plynovodu Uherčice–Šatov ze samostatné přípojky (DN 80 VTL) a samostatné regulační stanice u Zemědělského družstva (výkon 600 m³/hod). Provozovatelem veškerých elektrických stanic v okrese Znojmo je společnost E.ON, distribuci elektrické energie zajišťuje do obce E.ON a ČEPS, a. s. z odboček kmenového vedení VN 22 kV. V současné době neexistuje v obci veřejný vodovod a kanalizace s čistírnou odpadních vod. Občané používají vodu z domovních studní. Korolupy jsou pokryty signálem O2 GSM/GPRS s výjimkou údolí Dyje v NP Podyjí. T-Mobile a Vodafone nabízí pro Korolupy výrazně horší úroveň signálu, v obci lze využít i přesahu rakouských mobilních operátorů. Vysokorychlostní mobilní internet (3G) je dostupný s operátorem O2. Likvidace komunálního odpadu je řešena separačním systémem svozu a ukládáním na skládku mimo obec firmou .A.S.A., spol. s r.o. Systém donáškový je využíván při třídění odpadu na sklo, PET lahve, papír, baterie, žárovky a od roku 2002 se v obci nachází sběrný dvůr pro skladování a likvidaci nebezpečného odpadu a zpětný odběr elektrospotřebičů. Separační systém zálohový využívají občané v hostinci a obchodě. Vodní nádrž Vranov zajišťuje výrobu elektrické energie a slouží k protipovodňové ochraně území.

### Občanská vybavenost
Knihovna je umístěna v objektu obecního úřadu. Kulturní dům po revitalizaci vyhovuje potřebám obce s kapacitou 150 sedadel. Je využíván zejména pro místní kulturní účely a lze jej pronajmout.
Hřiště na malou kopanou s malou plochou na odbíjenou a jedním stojanem na košíkovou navazuje na areál kulturního domu. Dřevěný srub pro zázemí s občerstvením je jeho součástí a běžně zapůjčován i pro privátní nebo jiné komerční účely.
Obchod s potravinami a hostinec se nachází přímo na návsi u kostela sv. Vavřince. Finanční a další specializované bankovní služby jsou situovány ve větších městech – Jemnice, Moravské Budějovice, Vranov nad Dyjí, Znojmo a v blízkém Dolním Rakousku (Drosendorf, Horn, Raabs an der Thaya). Nejbližší bankomat se nachází v Drosendorfu, ve Vranově nad Dyjí a v Jemnici. Česká pošta a ČSOB Poštovní spořitelna je v nedalekých Uherčicích. Veterinář dojíždí do obce z Uherčic, další tři jsou ve Vranově nad Dyjí. Čerpací stanice se nachází na Bítově, ve Štítarech, dvě v Jemnici, Moravských Budějovicích, Vranově nad Dyjí a v blízkém Drosendorfu.

### Zdravotní a sociální péče
Lékařské ordinace se nachází jen v obcích, kde se vyplatí. Praktický lékař a dětský lékař funguje v určité dny ve zdravotním středisku v Uherčicích. Občané však dojíždí i do Jemnice. Lékař ve Vranově nebo na Šumné není místním obyvatelstvem využíván. Nejbližší stomatolog má ordinaci v Polici. V obci Šumná bylo zřízeno výjezdní stanoviště záchranné služby. V Uherčicích je evidována ubytovna pro bezdomovce, sociální terénní služby zajišťuje v Bítově pečovatelská služba Oblastní charity Znojmo. Sociální byty zřídily obce Podmyče, Uherčice a Vratěnín. V regionu Vranovska schází pobytové zařízení pro seniory. Nejblíže je dům pro seniory s pečovatelskou službou v Jemnici a v Dešově domov pro seniory. Od roku 2005 probíhá na Znojemsku komunitní plánování sociálních služeb, do něhož je obec také zahrnuta. Aktivity vychází z Centra sociálních služeb ve Znojmě.

## Rekreace a turistika
Korolupy leží v širším území Vranovska s dlouhodobou a krátkodobou rekreací s volným a vázaným cestovním ruchem, individuální chatovou a chalupářskou rekreací a ostatními krátkodobými rekreačními aktivitami. Nejbližší Turistické informační centrum se nalézá v Jemnici a ve Vranově nad Dyjí.
| Zřícenina hradu Cornštejna · Hrad Bítov                                                                  | Vlastní obec Korolupy nemá v současné době větší rekreační význam, v samotné obci jsou rekreační chalupy a v k. ú. v oblasti České louky jsou čtyři rekreační chaty, k individuální rekreaci je využívána také bývalá cihelna. Turistickým centrem je nedaleký městys Vranov nad Dyjí s Vranovskou přehradou. U jižního okraje obce byl vybudován v letech socialistického zemědělství rybník, který obhospodařují místní rybáři. V okolí se rozprostírají lesy, které zabírají třetinu z jejího katastru. K volnočasovým aktivitám lze využívat obecní sál s divadelním pódiem, v jeho blízkosti hřiště a nové herní prvky na dvoře a zahradě MŠ. Severním směrem od Korolup se zvedá kopec Kopka (485 m n. m.). |
| Zámek Police                                                                                             | Svojí polohou jsou Korolupy ideálním výchozím bodem pro výlety (vojenské objekty, cyklotrasy, rybářské revíry, úzkokolejka, běžkařské tratě u Slavonic a Nové Bystřice a další). Na kole je možné si udělat výlet v blízkém i vzdáleném okolí. Pro náročnější nabízí region vypracovaný systém turistických tratí i cyklostezek, které navazují i v nedalekém Rakousku. Několik chovatelů koní v blízkém okolí obnovilo nabídku jízd na koních pro začátečníky a pokročilé, pro skupiny i jednotlivce, jízdy kočárem, možnost vícedenního putování krajem. V houbařské sezóně roste v okolí vše od babky až po praváky. Ve Slavonicích se těší oblibě několik textilních a keramických ateliérů, kde je možné strávit příjemné a kreativní odpoledne. |
| Národní park Podyjí a Nationalpark Thayatal na rakouské straně v těsné blízkosti obce na jihu katastru   | V rámci krajinotvorného programu ÚSEZ – Územního systému ekologické stability bylo navrženo a vymezeno v katastru obce 9 biocenter, 13 biokoridorů a 10 interakčních krajinných prvků. Národní park Podyjí se rozkládá mezi Znojmem a Vranovem nad Dyjí při státní hranici s Rakouskem. Na jihu katastru se tak obec Korolupy dostává do těsné blízkosti skalních seskupení a srázných stěn, meandrů řeky Dyje, rozsáhlých suťových polí a strží. Nivní louky a lesostepi podél Dyje rozkvétají teplomilnou květenou. V Národním parku Podyjí se vyskytují i chráněné živočišné druhy. Přírodní památkou (PP) je i vlhká Uherčická louka s mokřadní květenou. Východně od Mešovic na místní biotopy navazují lesní společenstva lužních lesů a dubohabřin s bohatým bylinným patrem a se zrovna tak chráněnými druhy živočichů. Severně v těsné blízkosti obce tvoří drobné skalky s teplomilnými rostlinami další přírodní památku Podhradské skály. |
| Hraniční přechod Vratěnín – bývalá celnice postavená po roce 1989 · Turistické stezky v blízkém Rakousku | Mimo rekreace s nabídkou široké škály kulturně historických památek v okolí, lze v obci rozvíjet také agroturistiku. Velkou výhodou je poloha Korolup při hranicích s Rakouskem.Obcemi Vratěnín a Uherčice prochází cyklostezka „Greenways Praha – Vídeň“, na kterou se v Uherčicích napojuje cyklostezka „Hrady a zámky česko-rakouského příhraničí“. Greenway Regionu Renesance (Telčsko, Třešťsko, Dačicko, Jemnicko) tematická odbočka z páteřní cyklotrasy Greenways Praha–Vídeň prochází Lubnicí a Vratěnínem. Ve Vratěníně na ni navazuje rakouská cyklotrasa tzv. Klosterweg a na Landštejně cyklotrasa Graselweg. |

## Pamětihodnosti
- farní kostel sv. Vavřince, parc. č. 95, církev římskokatolická, barokní stavba z poloviny 18. stol., významně se podílející na celkovém obrazu obce (mapy.cz)
- budova bývalé pily na parc. č. 2504 v soukromém vlastnictví u říčky Blatnice na západním konci obce (mapy.cz)
- kaple Bolestné matky Boží, parc. č. 79, 81
- kaplička u silnice směrem k Uherčicím, parc. č. 2387, OÚ-ZD drobná pozdně klasicistní stavba z 2. pol. 19. stol. oživující krajinu
- kaplička při rozcestí, parc. č. 614, OÚ – ZD, drobná pozdně empírová stavba lidového charakteru, oživení okolní krajiny (mapy.cz)
- boží muka u hřbitova, parc. č. 646/1, OÚ, boží muka neobvyklého tvaru z poloviny 19. století, působivé umístění v krajině (mapy.cz)
- boží muka s křížem na kopci v polích jižně od obce, par. č. 2836/1, OÚ, barokní boží muka výrazně umístěná napravo od cesty, důležitý orientační bod
- boží muka na rozcestí v polích U hájenky jižně od obce, parc. č. 718, ZD, barokní boží muka nalevo od cesty, důležitý orientační bod
- boží muka v polích na sever od obce na rozcestí, parc. č. 99, OÚ, barokní boží muka s obrázkem a lavičkou
- kříž u silnice II/411 na křižovatce směrem na Uherčice na parc. 2818/2471 U Lomu
- památník padlým hrdinům v první světové válce na návsi u kostela sv. Vavřince na parc. č. 2859, OÚ (vznik: 1929, autor neznámý). V roce 1881 byl ve Vratěníně založen spolek pod názvem Veteranen- und Kriegerverein Fratting. Obec veteránům dovolovala prodej tabáku a zřizování trafik. Také premonstráti z Gerasu umožňovali válečným postižencům drobné úklidové nebo řemeslné práce. Veteránský spolek z Vratěnína se také zasloužil v okolních obcích o budování pomníků padlým hrdinům z první světové války.
- milník u autobusové zastávky na návsi pod kaštanovou alejí na parc. č. 2818
- sýpka z přelomu 19. a 20. stol. na parc. č. 20 – kamenná zemědělská budova s ručně tesanými trámy a krovem
- budova mlékárenského družstva „Milchgenossenschaft Raiffeisenkasse“ na parc. č. 104 – malá zemědělská budova[94]
- bývalá Collaltovská cihelna na parc. č. 2597 a 2608[95][96]